# Kemijska nomenklatura
Kemijska nomenklatura je skup imena kemijskih elemenata i spojeva te sustav pravila za njihovu tvorbu. S obzirom na golem broj poznatih kemijskih spojeva, kemijska nomenklatura čini najveći dio kemijskog stručnog nazivlja (terminologije). Sustav kemijske nomenklature koji je danas na snazi počeo se oblikovati potkraj 19. st.
Kemijska nomenklatura je osnovana zbog ograničenja tzv. „kemijske pjesničke slobode“. Glavna je zadaća kemijske nomenklature pridružiti svakomu kemijskom spoju nedvosmisleno ime po kojem se on može pouzdano razlikovati od bilo kojega drugog spoja. Pritom jedan spoj može imati i više imena.

## Sustavno ime
Sustavno ime spoja sadržava podatke o stehiometrijskom sastavu (tj. o broju i vrstama atoma od kojih se spoj sastoji), a po potrebi mogu mu se dodati i podatci o kemijskoj strukturi (tj. o rasporedu veza među atomima) i o prostornoj (tj. o topološkoj i geometrijskoj) građi spoja (kemijska svojstva ne navode se u sustavnom imenu).

## Trivijalna imena
Vrlo se često rabe i tzv. trivijalna imena, koja su uvriježena i opće poznata, ali ne daju obavijesti o sastavu i građi spoja. Npr. iz trivijalnog imena kloroform ne može se naslutiti formula svestranog otapala (CHCl3), koja izravno slijedi iz sustavnog imena triklormetan.

Ipak, uporabljivost sustavne kemijske nomenklature ograničena je veličinom molekula: sadržava li molekula spoja koju stotinu atoma, ili više, sustavno ime postaje odviše dugačko, pa se mora pobjeći uporabi trivijalnih ili polutrivijalnih imena (npr. deoksiribonukleinska kiselina).

## KraticaIUPAC
Za što skladniji razvitak sustava kemijske nomenklature brine se Međunarodni savez za čistu i primijenjenu kemiju (engl. akronim IUPAC) – svjetska udruga nacionalnih kemijskih društava, a njegove preporuke, u pravilu bez izmjene, preuzima i Međunarodna organizacija za normizaciju i slične organizacije.
Temelje hrvatskoj kemijskoj nomenklaturi položili su F. Rački, B. Šulek, G. Janeček i J. Domac. U posljednja dva desetljeća 20. st. Hrvatska kemijska nomenklatura znatno je uznapredovala. Pod okriljem dviju kemijskih udruga (Hrvatskoga kemijskog društva /HKD/ i Hrvatskoga društva kemijskih inženjera i tehnologa /HDKI/ ) prevedene su opsežne, s više od 1000 str., preporuke IUPAC-a za imenovanje anorganskih (1996.) i organskih spojeva (1985., 1988., 2002.), koje su već uglavnom prihvaćene u nastavi, izdavaštvu i praksi.

## Korisni primjeri
Općenito za pravilnost u nomenklaturi, treba najprije uočiti razliku između gradivnih i posvojnih pridjeva.

Gradivnim pridjevima izražavamo da je nešto načinjeno od nekog materijala (bakrena cijev, aluminijska ploča, ugljična vlakna, srebrni nakit).

Posvojnim pridjevima izražavamo da nešto nečemu pripada (bakrov klorid, aluminijev sulfat, ugljikova skupina elemenata, srebrov atom).
Službena preporuka jest da se prvi dio imenâ binarnih spojeva tvori od posvojnoga, a ne od gradivnog pridjeva, izvedenog iz imena kemijskog elementa ili općenito kationa; dakle: natrijev, a ne natrijski ili samo natrij- klorid; aluminijev, a ne aluminijski ili samo aluminij- sulfat; amonijev, a ne amonijski ili samo amonij- nitrat, itd.
Dosljednom primjenom toga pravila ispravno bi bilo olovov(IV) klorid. Međutim, mnogima posvojni pridjev olovov ne zvuči dobro pa se zbog toga iznimno dopušta i gradivni pridjev olovni. Olovo je ujedno i jedini kemijski element za koji se iznimno dopušta uporaba gradivnoga pridjeva u tvorbi kemijskih imena. Drugačije rješenje predlaže dr. N. Judaš; posvojni pridjev od imenice olovo, izveden prema pravilima hrvatskoga jezika, treba glasiti olovljev, a ne olovov.